# 28037 Williammonts
28037 Williammonts è un asteroide della fascia principale. Scoperto nel 1998, presenta un'orbita caratterizzata da un semiasse maggiore pari a 2,3103070 UA e da un'eccentricità di 0,1144512, inclinata di 1,05920° rispetto all'eclittica.